# Лола Ле Ланн
Лола Ле Ланн (фр. Lola Le Lann; нар. 9 лютого 1996, Франція) — французька акторка.

## Біографія та кар'єра
Лола Ле Ланн народилася у сім'ї сурмача Еріка Ле Ланна та акторки й режисерки Валері Стро. Має сестру-близнючку Гортензію.
У кіно Лола Ле Ланн дебютувала у 2015 році, зігравши одразу головну роль у комедії режисера Жана-Франсуа Ріше «Цей незручний момент». Її колегами по знімальному майданчику стали молода акторка Еліс Ісааз та кінозірки світової величини Венсан Кассель та Франсуа Клюзе.

## Фільмографія
| Рік  | Українська назва     | Оригінальна назва     | Режисер          | Роль |
| ---- | -------------------- | --------------------- | ---------------- | ---- |
| 2015 | Цей незручний момент | Un moment d'égarement | Жан-Франсуа Ріше | Луна |